# Știința și tehnologia în Ungaria

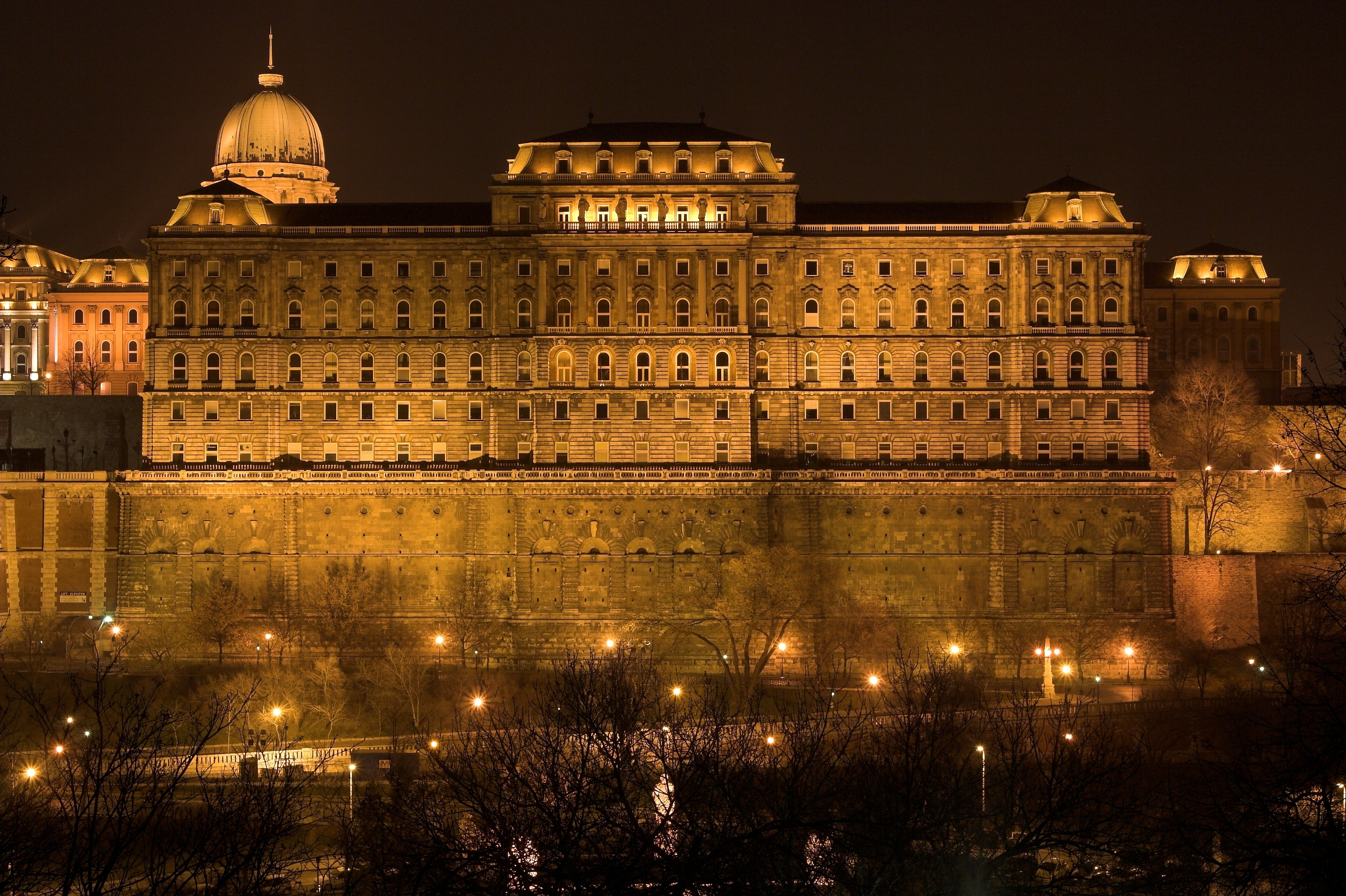
Biblioteca Națională Széchényi

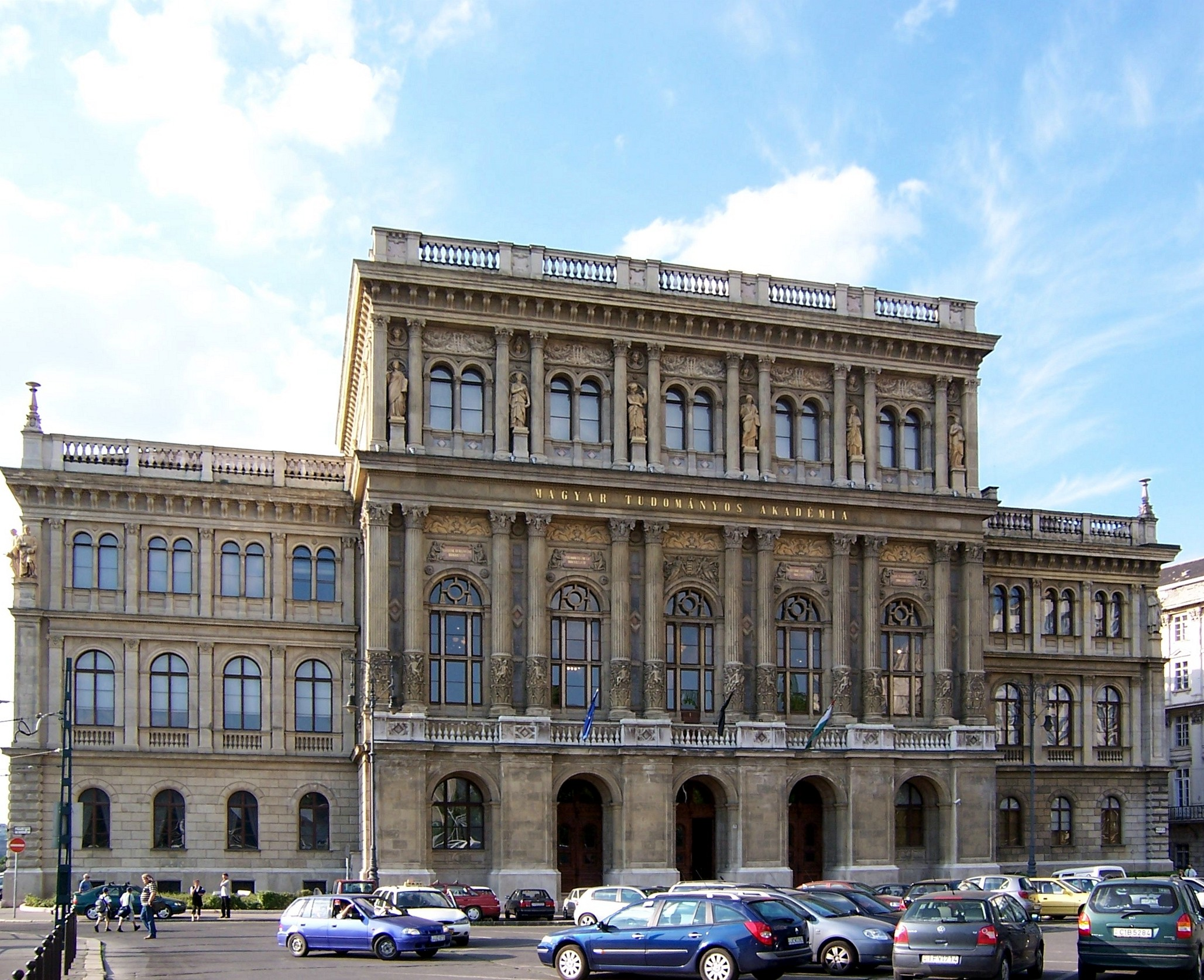
Clădirea Academiei Ungare de Științe din Budapesta

Știința și tehnologia în Ungaria s-a dezvoltat activ începând cu secolul al XIX-lea, fiind unul din cele mai dezvoltate sectoare. Ungaria a cheltuit în 2015 1,4 % din produsul intern brut pentru cercetare și dezvoltare.  La începutul secolului al XXI-lea, cel mai mare centru științific al Ungariei este capitala Budapesta, unde se află instituțiile științifice principale ale statului: Academia Ungară de Științe (sau Academia Maghiară de Științe) și Academia de Literatură și Arte numită după aristocratul patriot maghiar, contele Ferenc Széchényi. Academia are sediul central în Budapesta și peste 100 de grupe și de institute de cercetare în capitale de județ (de exemplu în Debrețin, Sopron, Miskolc etc.). Academia Ungară de Științe a fost înființată în 1825 la Budapesta. Inițial avea 3 secțiuni: limbă și literatură, filosofie și istorie și matematică și istorie naturală. Începând cu 1994, Academia Ungară de Științe are unsprezece secțiuni: chimie generală, fizică, matematică, fizică tehnică, biologie, biochimie, botanică, genetică, medicină experimentală, automatizare, istoria statului și drept, lingvistică, geografie, economie, filozofie și altele. În anul 2004 în Ungaria erau 18 universități de stat, 5 universități bisericești și o universitate privată din țară. Printre cele mai mari universități se numără Universitatea „Eötvös Loránd” din Budapesta, Universitatea de Medicină Semmelweis din Budapesta, Universitatea de Tehnologie și Economie din Budapesta, Universitatea de Științe Economice și Administrație Publică, Universitatea de Artă Teatrală și Cinematografică, Universitatea de Arte Grafice și Design, Universitatea de Științe Aplicate Ferenc Széchényi. De asemenea, mari universități sunt situate în orașele Pecs, Debrețin, Miskolc, Szeged și în alte localități. Printre cele mai mari biblioteci se numără  Biblioteca Națională Széchényi, Biblioteca Academiei Maghiare de Științe, Parlamentul Ungariei, precum și bibliotecile universităților, muzeelor etc. 13 reprezentanți ai Ungariei au câștigat Premiul Nobel: Philipp Lenard în 1905, Robert Bárány în 1914, Richard Adolf Zsigmondy în 1925, Albert Szent-Györgyi în 1937, George de Hevesy în 1943, Georg von Békésy în 1961, Eugene Wigner în 1963, Dennis Gabor în 1971, John Polanyi în 1986, George Olah în 1994, John Harsanyi în 1994, Imre Kertész în 2002 (literatură), Avram Hershko în 2004 (chimie).

## Istorie
Primul motor cu abur din Europa continentală a fost construit în 1722 la Újbánya - Köngisberg, Regatul Ungariei (în prezent Nová Baňa, Slovacia). A fost un motor de tip Newcomen, care a servit la pomparea apei din mine.
Astronomul iezuit Maximilian Hell, pe baza măsurătorilor efectuate între 1761 și 1769 cu privire la Tranzitul lui Venus, a calculat distanța dintre Pământ și Soare, pe care a stabilit-o ca fiind de 152 milioane de kilometri (valoarea exactă este de 149,6 milioane de kilometri). Craterul lunar Hell îi poartă numele. Matematicianul István Hatvani (1718–1786) a dezvoltat unele din primele elemente din teoria probabilităților.
Kempelen Farkas (Wolfgang von Kempelen) a dezvoltat în 1769 un mecanism care reproducea sunetele vorbirii umane. Kempelen a mai creat în 1769 la Timișoara un automatul de șah, denumit Turcul, pentru a o impresiona pe împărăteasa Maria Terezia. La 20 de ani după moartea sa s-a descoperit că  automatul de șah era un fals foarte elaborat cu un pitic în interiorul său.
În 1782, este fondată Universitatea de Tehnologie și Economie din Budapesta (în maghiară Budapesti Műszaki és Gazdaságtudományi Egyetem sau prescurtat Műegyetem), cea mai importantă universitate tehnică din Ungaria și una dintre cele mai vechi din lume, primul institut din Europa pentru pregătirea inginerilor la nivel universitar. Între 1782-1860 studiile se făceau în limba latină.

### Secolul al XIX-lea
În prima jumătate a secolului al XIX-lea, botanistul și chimistul Pál Kitaibel a făcut progrese în studiul florei și hidrografiei Ungariei. În această perioadă, Kitaibel a descoperit telurul, pentru care însă i-a oferit creditul de descoperitor colegului sau Franz-Joseph Müller von Reichenstein (Müller Ferenc József), care îl descoperise deja în 1782, deși nu a mai continuat să-l studieze. Printre  matematicienii faimoșii din prima jumătate a secolului al XIX-lea se numără Farkas Bolyai (cunoscut mai ales pentru contribuțiile sale în domeniul geometriei) și fiul său János Bolyai, unul dintre descoperitorii geometriei neeuclidiene.
Medicul Ignaz Semmelweis, supranumit salvatorul mamelor a descoperit că, prin simple măsuri de igienă în clinicile de obstetrică, poate fi  redus drastic riscul de apariție a febrei puerperale. Semmelweis este unul dintre fondatorii asepsiei, alături de chirurgul german Ernst von Bergmann.
În 1827, Ányos Jedlik a realizat un model primit de motor electric, cu care a echipat un vehicul, care poate fi considerat unul dintre primele automobile electrice. De asemenea, poate fi considerat unul dintre inventatorii dinamului.
Prima linie maghiară de locomotivă cu abur a fost deschisă la 15 iulie 1846, între Pest și Vác.
În 1877, pe baza cercetărilor inventatorului Tivadar Puskás este construită prima centrală telefonică din lume de către Bell Telephone Company în Boston. Thomas Alva Edison a afirmat că ideea îi aparține lui Puskás.
Ottó Bláthy, Miksa Déri și Károly Zipernowsky au inventat transformatorul  modern în 1885. Ottó Bláthy a mai inventat un turbo-generator și un wattmetru de curent continuu. Inginerii maghiari János Csonka și Donát Bánki au inventat un carburator pentru un motor staționar în 1893 (cunoscut și ca motorul Bánki-Csonka); era primul carburator din lume care amesteca corect combustibilul și aerul pentru motor.
Inginerul mecanic Dezső Korda a inventat un condensator electric variabil (trimer)  pentru care a primit un brevet de invenție în Imperiul German la 13 decembrie 1893.
În 1894, inginerul Kálmán Kandó a dezvoltat o locomotivă electrică pe curent alternativ trifazic de înaltă tensiune. Acestea au fost folosite la începutul anului pe liniile de tramvai din Évian-les-Bains, Franța.

### Secolul al XX-lea
Inginerul american de origine maghiară József Galamb a inventat mai multe piese pentru Ford Model T și a fost co-dezvoltator al liniei tehnologice de producție.
În 1929, fizicianul Kálmán Tihanyi a inventat prima cameră de televiziune electronică sensibilă la infraroșu (cu vedere nocturnă) pentru apărarea antiaeriană din Marea Britanie, iar în 1936 a descris principiul televizorului cu plasmă și a conceput primul sistem de televiziune cu ecran plat.
Fizicianul Imre Bródy a inventat în 1930 becul cu kripton (mai ieftin decât cel cu argon).
György Jendrassik a proiectat în 1937 primul motor turbopropulsor din lume care să echipeze un avion de luptă.
În 1939, fizicianul Leó Szilárd a scris o scrisoare care a fost semnată și de Albert Einstein, aceasta a fost trimisă Președintului Statelor Unite ale Americii Franklin D. Roosevelt, la 2 august 1939.  Szilárd s-a consultat la scrierea scrisorii cu colegii săi,  fizicienii maghiari Edward Teller și Eugene Wigner. Scrisoarea conținea avertizări asupra faptului că Germania nazistă ar putea dezvolta bombe atomice și a sugerat că Statele Unite ar trebui să înceapă propriul său program nuclear. Aceasta a determinat acțiunea lui Roosevelt, care a dus în cele din urmă la proiectul Manhattan de a dezvolta primele bombe atomice.
În anul 1960 Endre Mester a cercetat la Universitatea Semmelweis din Budapesta influența radiației laser asupra țesutului, în special cu privire la posibilul efect cancerigen. În acest scop el a iradiat pielea unor cobai, care a fost făcută accesibilă în prealabil prin raderea firelor de păr.
Vehiculul Lunar Roving Vehicle (LRV) a fost contruit în 1969-1970 la General Motors în Santa Barbara, sub conducerea fizicianului  Ferenc Pavlics.
Inventatorul și profesorul de arhitectură Ernő Rubik a creat Cubul Rubik în 1974 și Șarpele Rubik în 1981.

### Secolul al XXI-lea

Un gömböc mono-monostatic revenind în poziția sa de echilibru

Un produs de tipul betonului, denumit LiTraCon este inventat de arhitectul maghiar Áron Losonczi în 2001.
În 2006, este descoperită sfera Gömböc (sau Gomboc), un nou corp geometric, de către cercetătorii Gábor Domokos și Péter Várkonyi. Existența sferei Gomboc a fost postulată anterior de matematicianul rus Vladimir Arnold (în 1995). Forma acestui corp geometric a ajutat la explicarea structurii corpului unor broaște țestoase în raport cu capacitatea lor de a reveni în poziția de echilibru după ce au fost așezate cu susul în jos.

## Biblioteca Națională Széchényi
Biblioteca a fost fondată în 1802 de către aristocratul patriot maghiar contele Ferenc Széchényi. Széchényi a călătorit prin lume cumpărând cărți în limba maghiară, pe care le-a adunat și le-a donat națiunii maghiare. În anul următor, biblioteca publică a fost deschisă la Pesta. Exemplul lui Széchényi a determinat o mișcare la nivel național de donații de carte pentru bibliotecă.
În 1808, Adunarea Națională a Ungariei („Dieta”) a creat Muzeul National al Ungariei pentru a adăposti colecția de materiale istorice, arheologice și naturale din Ungaria. Muzeul a fuzionat cu Biblioteca și în cei 200 de ani de când există a fost depozitarul național de materiale scrise și tipărite din istoria Ungariei.
În 1846 Muzeul Național al Ungariei s-a mutat în noua sa clădire, dar abia în 1949 Biblioteca a devenit din nou o instituție separată, cu numele actual. În 1985 biblioteca s-a mutat în noul său sediu din Castelul Buda. NSZL are un catalog indexat semantic.

## Lista laureaților maghiari ai Premiului Nobel
Primul laureat a fost Philipp Eduard Anton von Lenard (Fülöp Lénárd), de origine germano-maghiară, care a primit Premiul Nobel pentru Fizică în anul 1905, pentru munca sa în domeniul razelor catodice. În 1914,  Róbert Bárány (de origine evreiască) a primit Premiul Nobel pentru Medicină pentru cercetările sale privind fiziologia și patologia aparatului vestibular (urechea internă).  În 1937, Albert Szent-Györgyi, a câștigat Premiul Nobel pentru Medicină, el este creditat cu izolarea vitaminei C. În 1943, George de Hevesy (György Hevesy sau Georg Karl von Hevesy), radio-chimist maghiar de origine evreiască, a primit Premiul Nobel pentru Chimie pentru studiul izotopilor în procesele chimice. Hevesy a descoperit hafniul cu Dirk Coster în 1922. În 1961, biofizicianul Georg von Békésy (György Békésy) a primit Premiul Nobel pentru Medicină pentru cercetări privind funcționarea cohleei la mamifere. În 1963, fizicianul  evreu-maghiar Eugene Paul Wigner (Jenő Wigner), pentru contribuțiile în teoria nucleului atomic și particulelor elementare, în particular prin descoperirea și aplicarea principiilor de simetrie fundamentală, a primit Premiul Nobel pentru Fizică. Fizicianul maghiaro-britanic Dennis Gabor (Gábor Dénes)  a primit Premiul Nobel pentru Fizică în 1971 pentru inventarea holografiei. În 1994, economistul american de origine maghiară John Harsanyi (János Harsányi) a primit Premiul Nobel pentru Economie pentru contribuțiile sale la Teoria jocurilor, premiu împărțit cu John Forbes Nash Jr. și Reinhard Selten. În același an, chimistul american de origine maghiară George Andrew Olah (György Oláh), a primit Premiul Nobel pentru Chimie pentru generarea și reactivitatea carbocationilor. În 2002, scriitorul maghiar de religie iudaică, supraviețuitor al holocaustului nazist, Imre Kertész, pentru întreaga sa operă literară, a primit Premiul Nobel pentru Literatură. În 2004, biochimistul maghiaro-israeliano-elvețian Avram Hershko (Avram Hersko) a primit Premiul Nobel pentru Chimie pentru cercetări privind degradarea proteinelor împreună cu Aaron Ciechanover și Irwin Rose.
Aceasta este o listă a laureaților maghiari sau de origine maghiară care au primit Premiul Nobel:
| Nume                 | An   | Cercetare                                                  | Tipul Premiului Nobel           |
| -------------------- | ---- | ---------------------------------------------------------- | ------------------------------- |
| Avram Hersko         | 2004 | Cercetări privind degradarea proteinelor                   | Premiul Nobel pentru Chimie     |
| Imre Kertész         | 2002 | Pentru opera sa literară                                   | Premiul Nobel pentru Literatură |
| György Oláh          | 1994 | Generarea și reactivitatea carbocationilor                 | Premiul Nobel pentru Chimie     |
| János Harsányi       | 1994 | Ipoteza jocului                                            | Premiul Nobel pentru Economie   |
| Dénes Gábor          | 1971 | Holografie                                                 | Premiul Nobel pentru Fizică     |
| Jenő Wigner          | 1963 | Cercetări privind nucleul atomic și particulele elementare | Premiul Nobel pentru Fizică     |
| György Békésy        | 1961 | Funcționarea cohleei la mamifere                           | Premiul Nobel pentru Medicină   |
| György Hevesy        | 1943 | Studiul izotopilor în procesele chimice                    | Premiul Nobel pentru Chimie     |
| Albert Szent-Györgyi | 1937 | Vitamina C                                                 | Premiul Nobel pentru Medicină   |
| Róbert Bárány        | 1914 | Aparatul vestibular                                        | Premiul Nobel pentru Medicină   |
| Fülöp Lénárd         | 1905 | Cercetări privind raza catodică                            | Premiul Nobel pentru Fizică     |

## Vezi și
- Biblioteca Națională Széchényi
- Laureați ai Premiului Nobel după țară#Ungaria
- Știința și tehnologia în România